# Gewone schedeworm
De gewone schedeworm (Limnodrilus hoffmeisteri) is een ringworm uit de familie van de Naididae. De wetenschappelijke naam van de soort werd voor het eerst geldig gepubliceerd in 1862 door René-Édouard Claparède. De worm komt wereldwijd voor, waaronder in heel Nederland.

## Kenmerken
De gewone schedeworm is een gesegmenteerde ringworm met een taps toelopend uiteinde en een typische lichaamslengte van 25 tot 40 mm. Het heeft een eenvoudige conische kop zonder oogvlekken en een lang cilindrisch lichaam met 55 tot 95 segmenten. Elk segment kan regenereren tot een nieuw individu wanneer het wordt gescheiden van het lichaam. Aan elke kant van het segment bevindt zich een bovenste en onderste bundel borstels om sediment te verplaatsen en te graven. Vanwege het ademhalingspigment hemoglobine ziet het lichaam er meestal rood uit. Net als alle andere ringwormen is deze soort een hermafrodiet met een complex voortplantingssysteem.

## Leefgebied
De gewone schedeworm leeft in fijne, zandige en grove sedimenten van waterlopen, vijvers en meren, hyporheische zones en grondwater waar het zich voedt zich met micro-organismen en organisch materiaal. Door het ontbreken van kieuwen ademt hij door de huid. De voorkant van het lichaam wordt vaak begraven in het sediment, terwijl de staart van het lichaam in de waterfase wordt gelaten en de zwaai behoudt om de vorming van waterstroming te verbeteren om de uitwisseling van huidgassen te bevorderen.